# 朱晓辉 (解放军)
朱晓辉，男丶中国大陸军事丶政治人物丶少將丶中共黨員 

## 生平
曾任第41集团军副军长、第42集团军军长等职务，並在軍改后出任东部战区陆军第72集团军首任军长丶中部战区陆军副司令员。 